# چمن لجنی
بکمانیا (نام علمی: Beckmannia) نام یک سرده از راسته گندم‌سانان است.

## گونه‌ها
- Beckmannia eruciformis
- Beckmannia syzigachne